# Zone mit beschränktem Verkehr

Verkehrszeichen der Zone mit beschränktem Verkehr in Italien

Eine Zone mit beschränktem Verkehr (auch Zone mit Verkehrsbeschränkung, Verkehrsbeschränkte oder Verkehrsberuhigte Zone; italienisch Zona a traffico limitato (ZTL)) ist in Italien ein innerstädtischer Bereich, der in der Regel nur die Einfahrt für Fahrzeuge von Anwohnern der Zone, für Lieferanten von Geschäften, Gästen von Hotels und für Fahrzeuge mit einer von der jeweiligen Stadt erteilten Ausnahmegenehmigung gestattet. Für nichtberechtigte Fahrzeuge besteht in dieser Zone entweder ein generelles oder auf bestimmte Tageszeiten beschränktes Fahrverbot. Die Überwachung der Zufahrt erfolgt in größeren Städten zumeist mit der Hilfe von Überwachungskameras, die sämtliche Fahrzeuge bei der Einfahrt in die ZTL registrieren.

## Zweck
Ziele einer Zone mit beschränktem Verkehr sind:
- Verbesserung der Verkehrssicherheit der Fußgänger und Radfahrer
- Verbesserung der Erreichbarkeit für Anwohner
- Reduzierung der Umweltverschmutzung
- Reduzierung des Verkehrslärms
- Generierung von Einnahmen

## Beschilderung
Der Beginn einer begrenzten Verkehrszone ist anhand einer entsprechenden Beschilderung erkennbar. Zu sehen ist eine Verkehrstafel mit einem Fahrverbotszeichen und der Aufschrift „zona traffico limitato“. Die genauen Zeiten des Fahrverbots und/oder die eventuellen Ausnahmen sind durch Zusatzschilder oder -zeichen unter dem Fahrverbotszeichen angebracht. Außerdem wird in vielen Städten ausdrücklich darauf hingewiesen, dass die Zufahrt der Zone durch ein Videokontrollsystem überwacht wird.
Die Beschilderung weist in den jeweiligen italienischen Städten starke Unterschiede auf.

## Bußgeldverfahren
Das unberechtigte Befahren einer Zone mit beschränktem Verkehr wird nach Artikel 7 Absatz 14 des italienischen Straßenverkehrsgesetzes (Codice della Strada) in Verbindung mit der jeweiligen Stadtverordnung mit einer Geldbuße geahndet. Das Bußgeld beträgt zwischen 83 und 332 Euro.

## Galerie

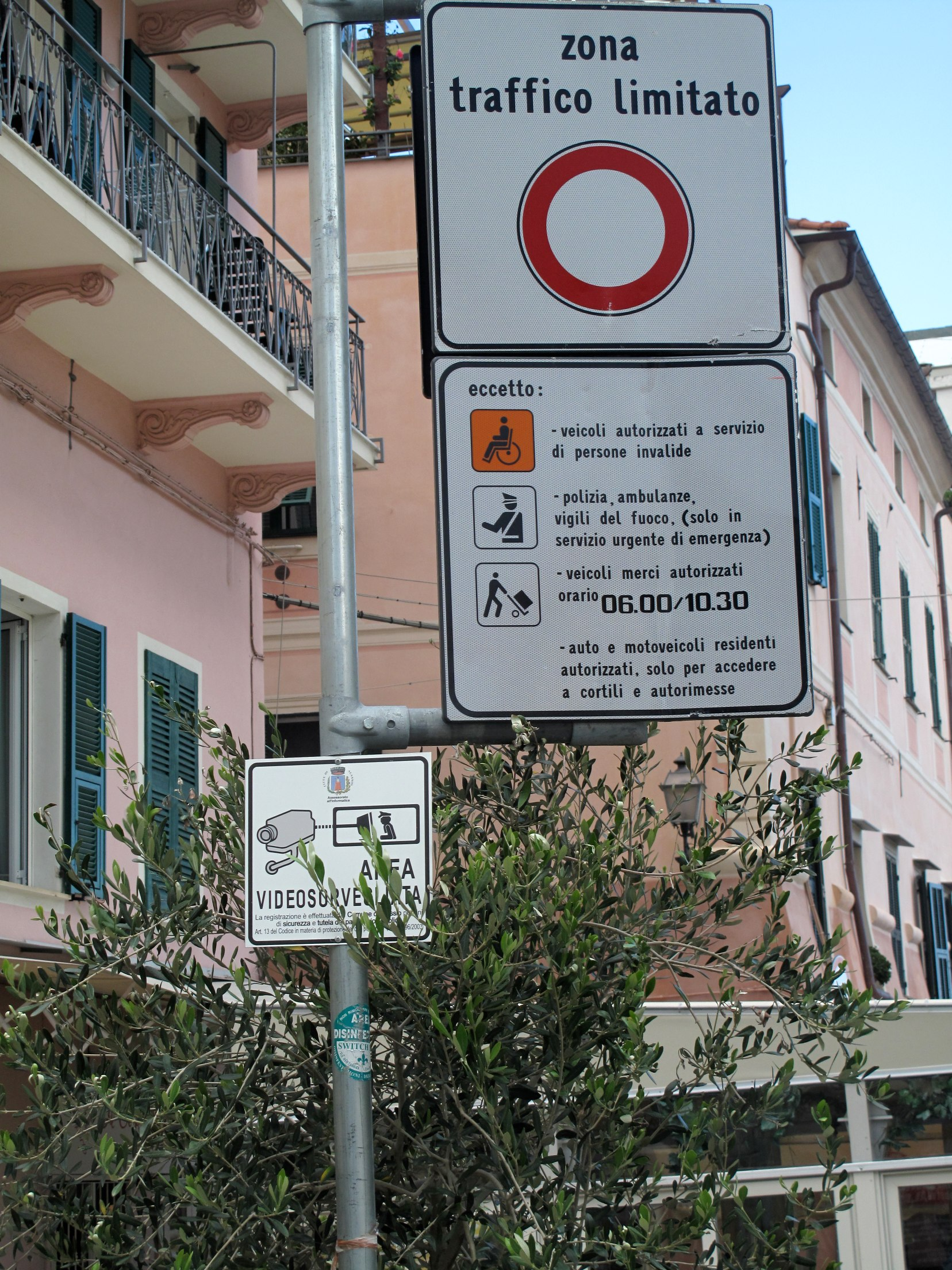
Alassio
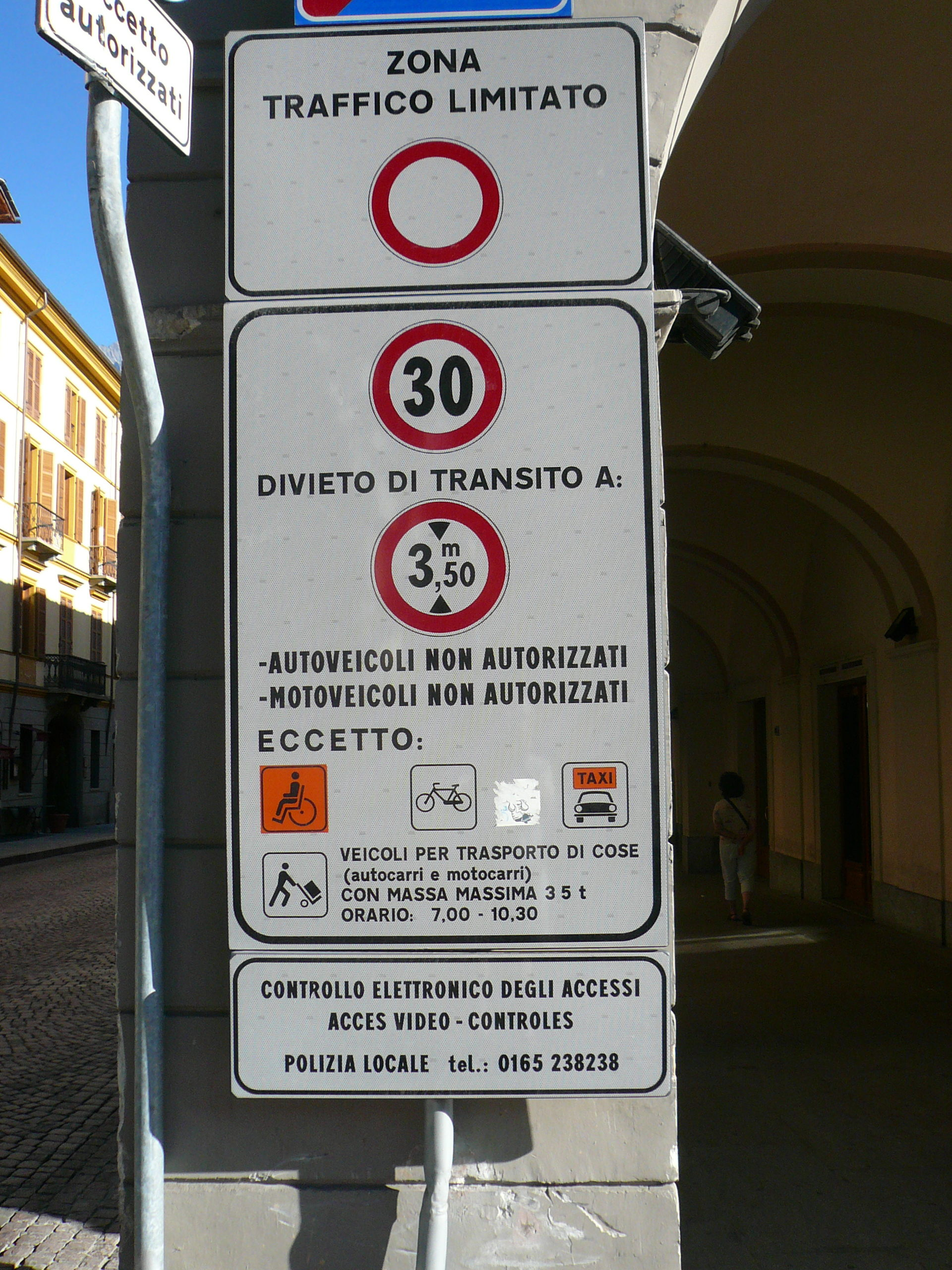
Aosta
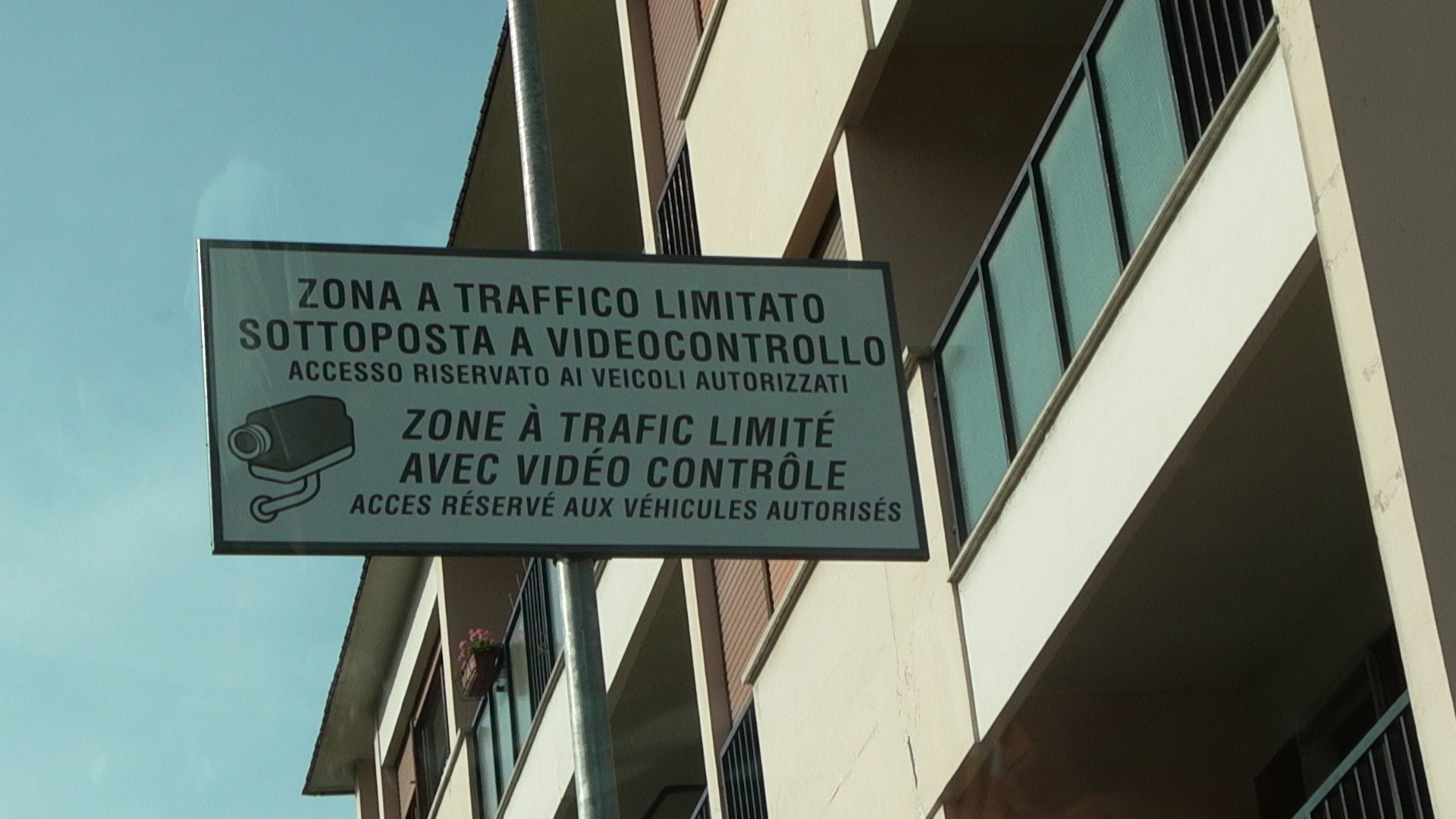
Aosta: Hinweis auf Videoüberwachung (Aufschrift auf Italienisch und Französisch)
Domodossola
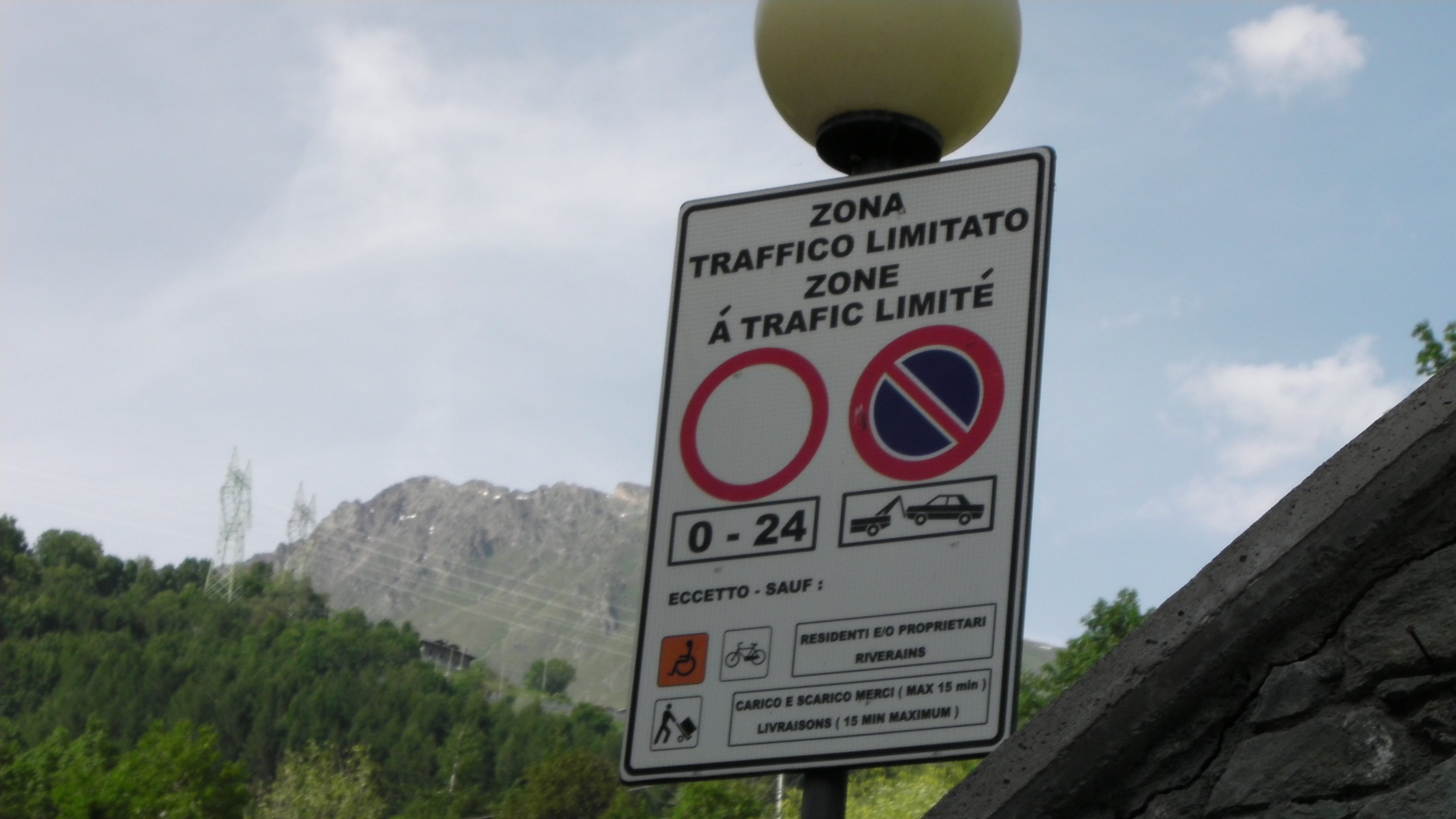
Étroubles (Aufschrift auf Italienisch und Französisch)
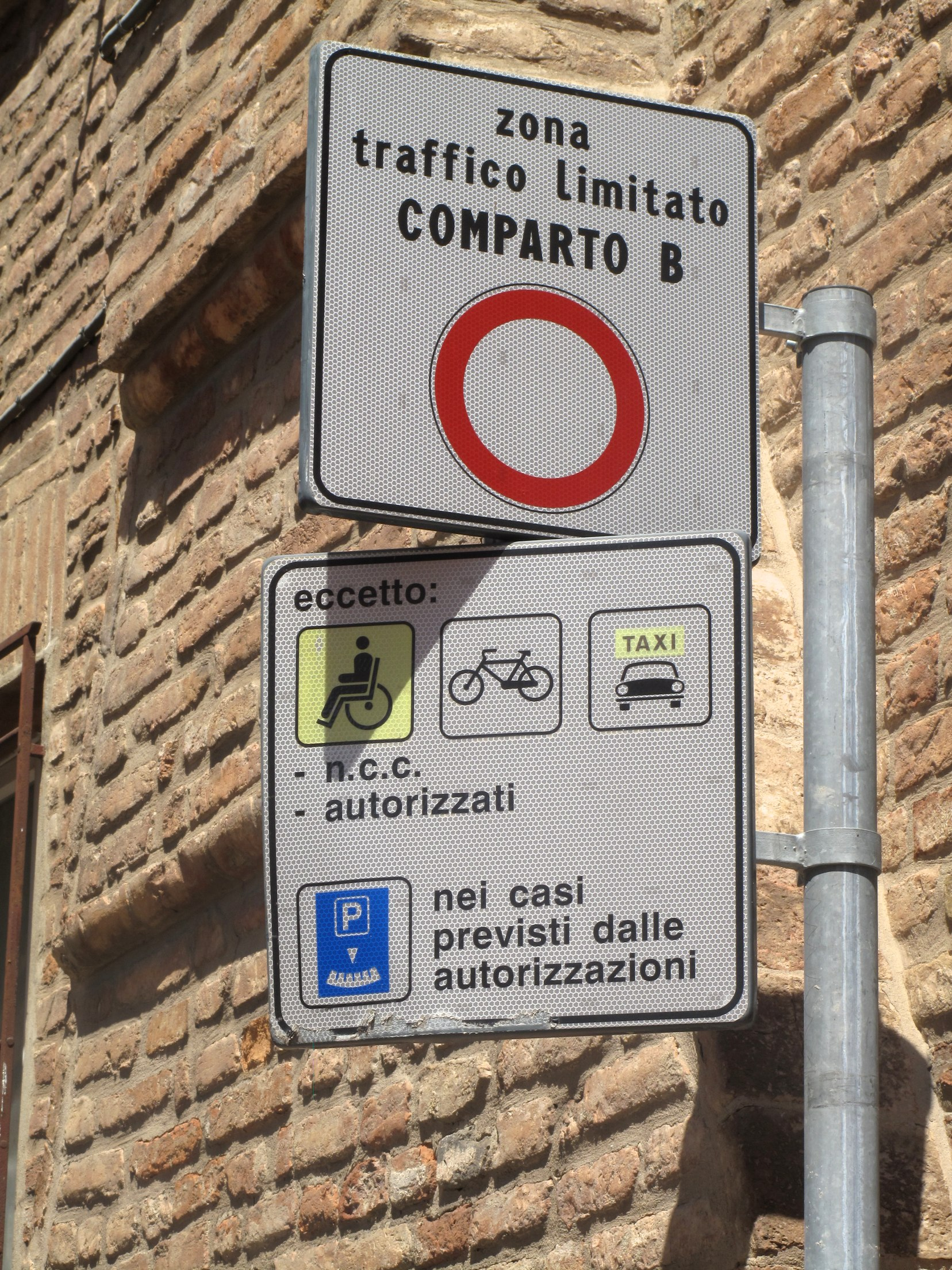
Ferrara
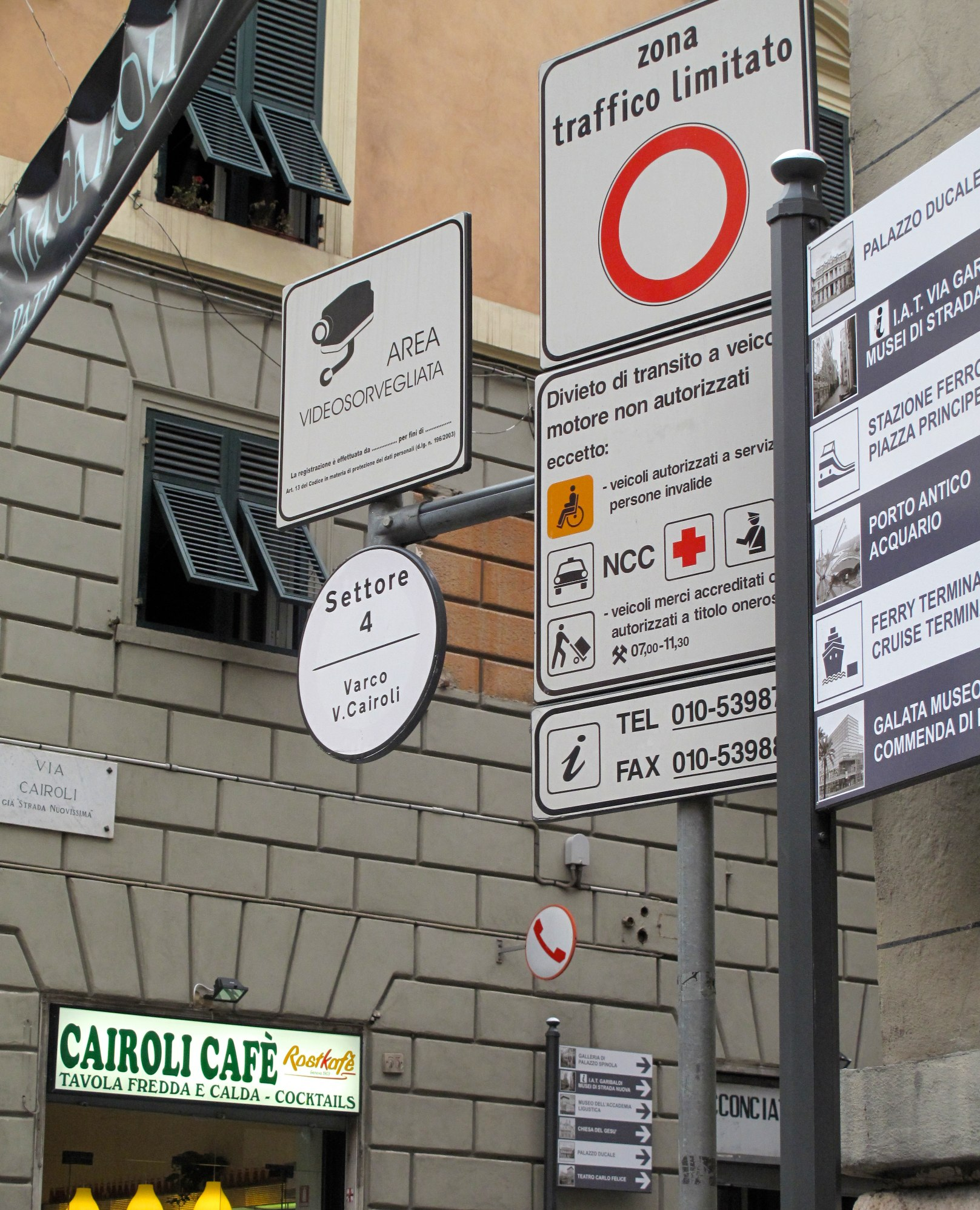
Genua
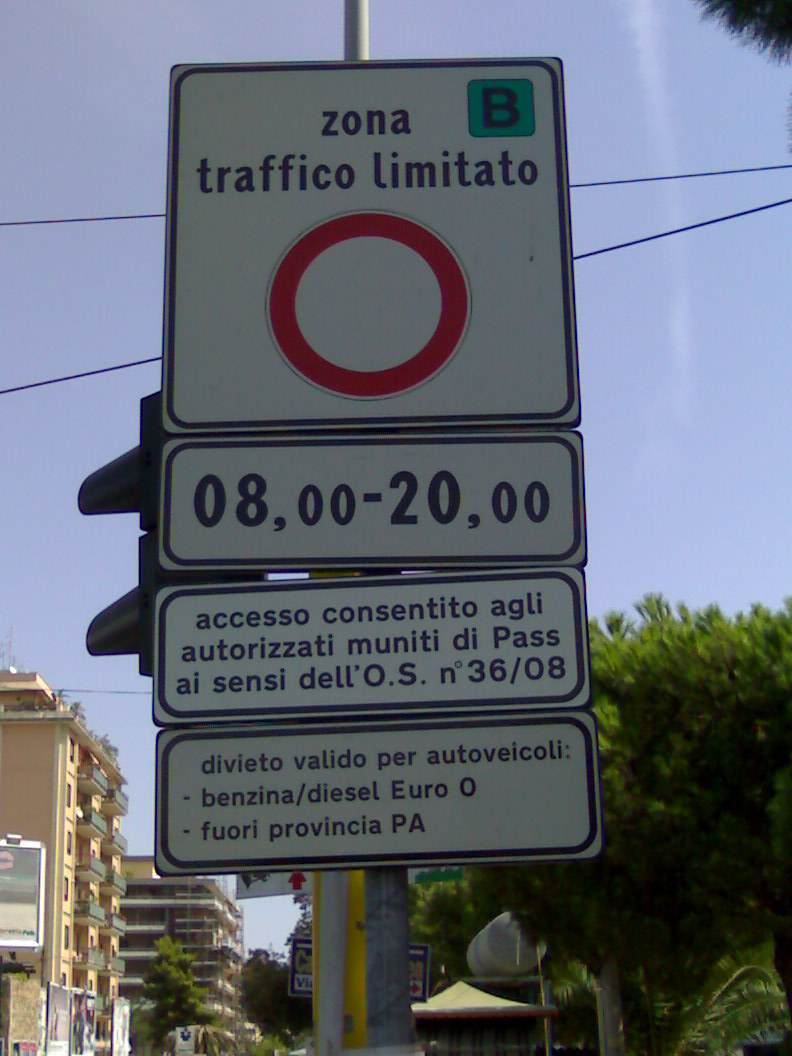
Palermo
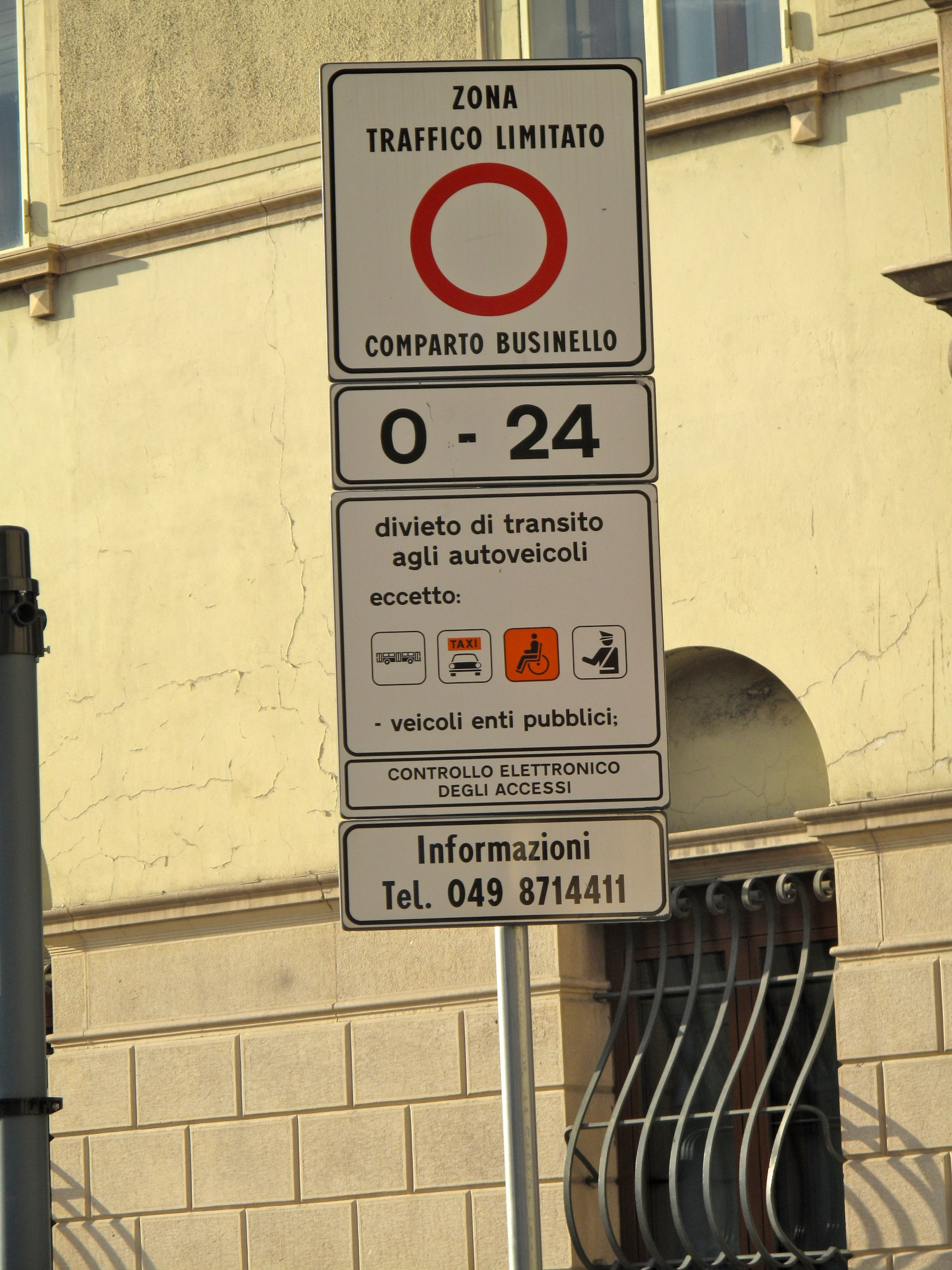
Padua
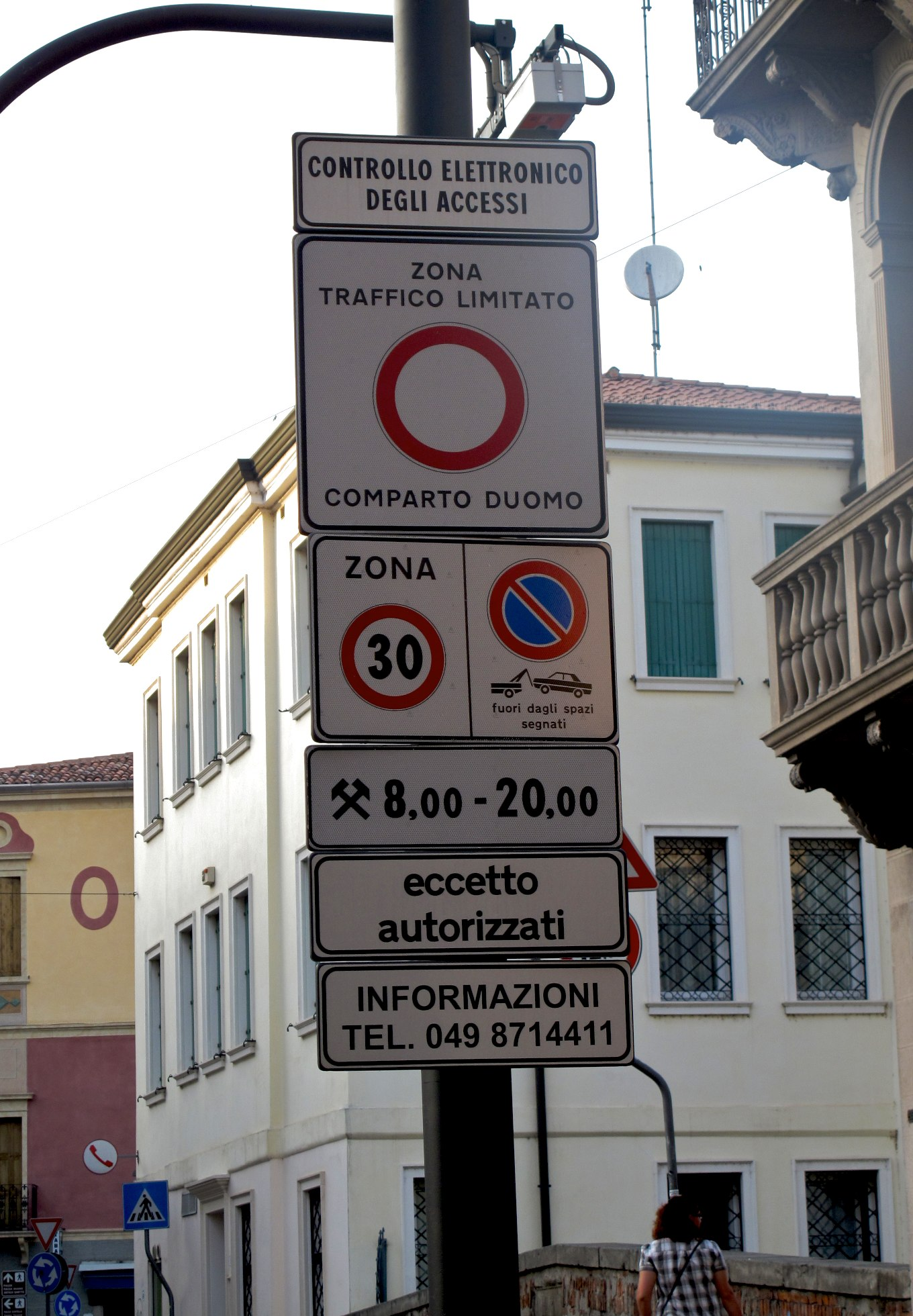
Padua
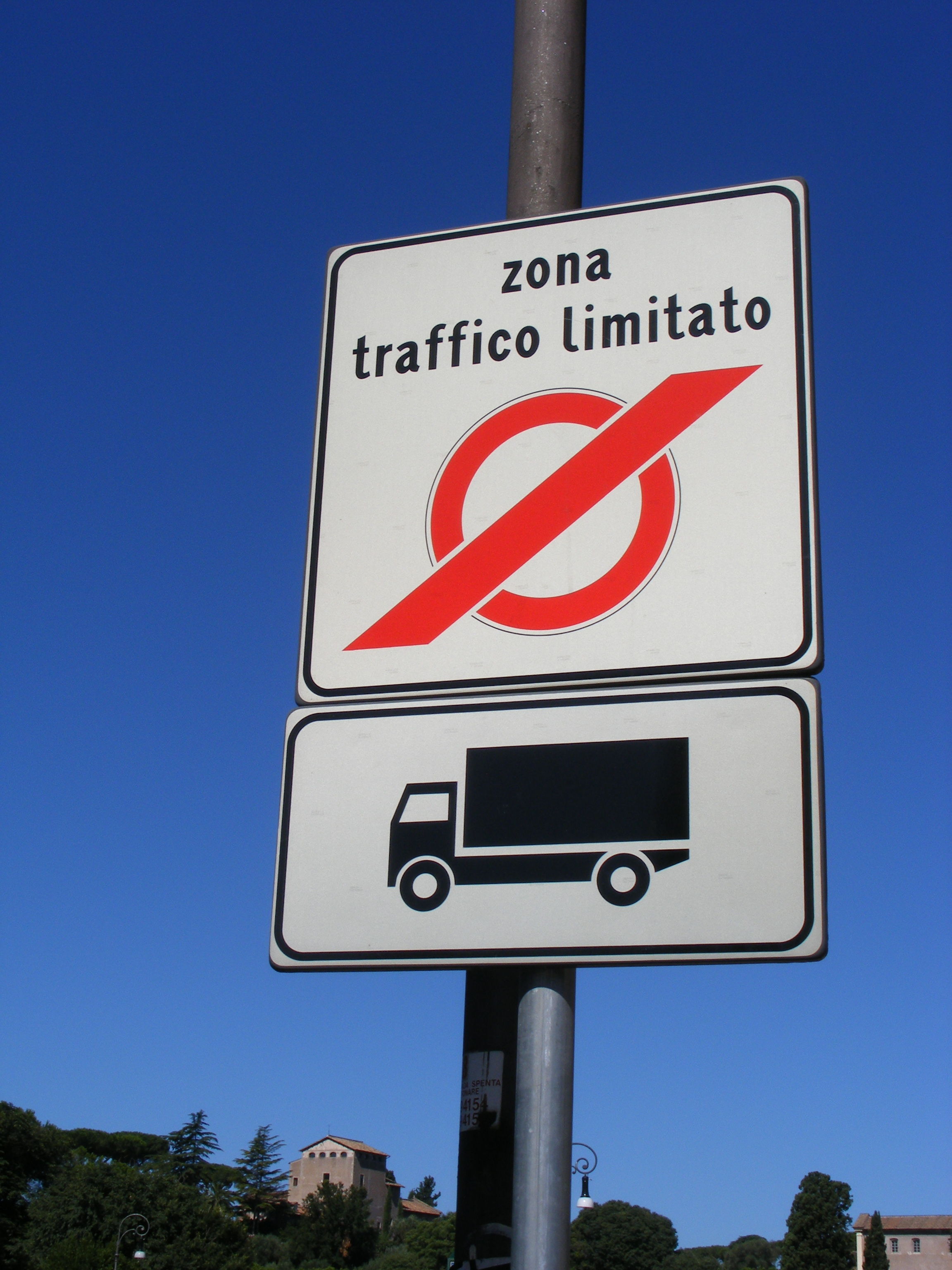
Rom
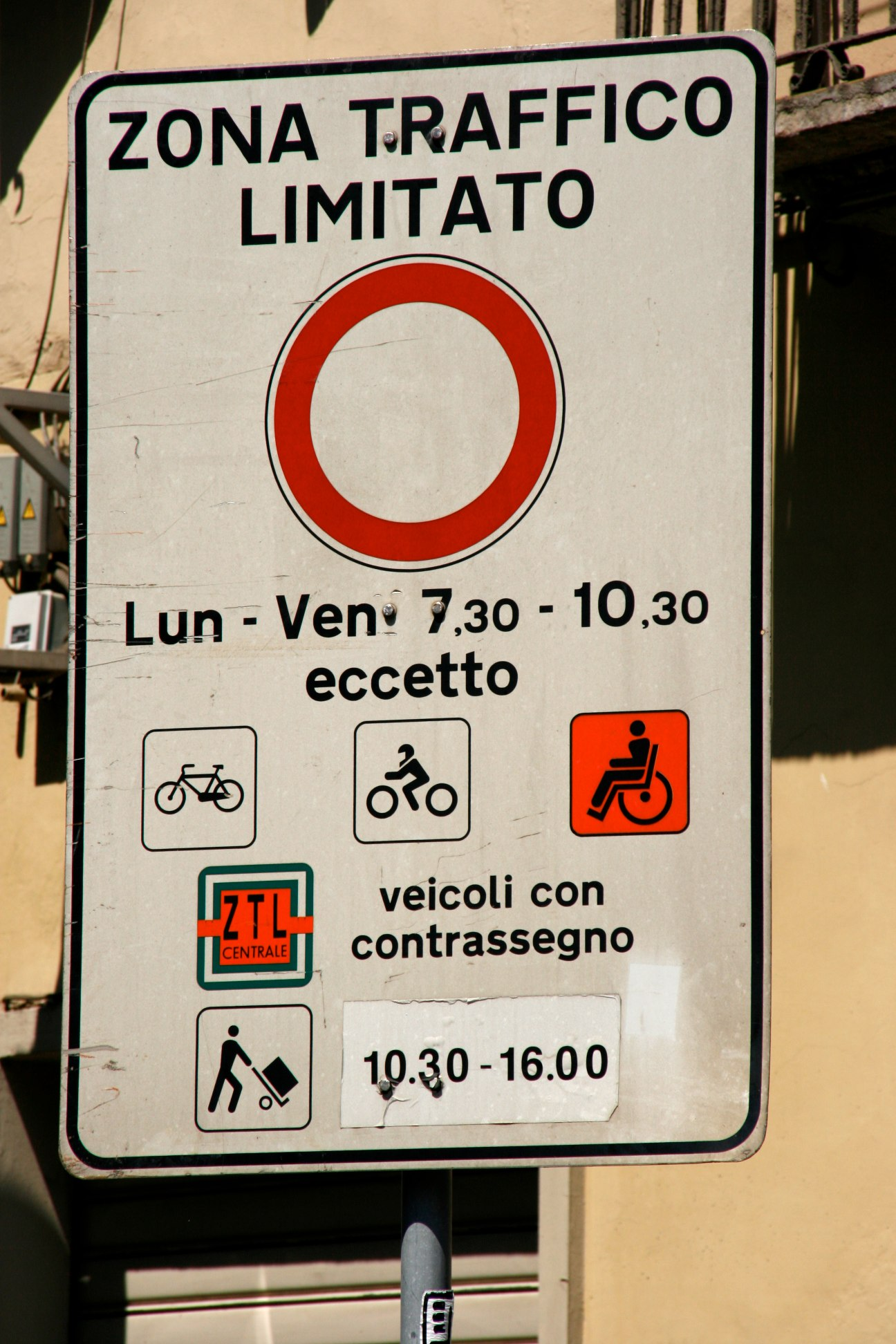
Turin
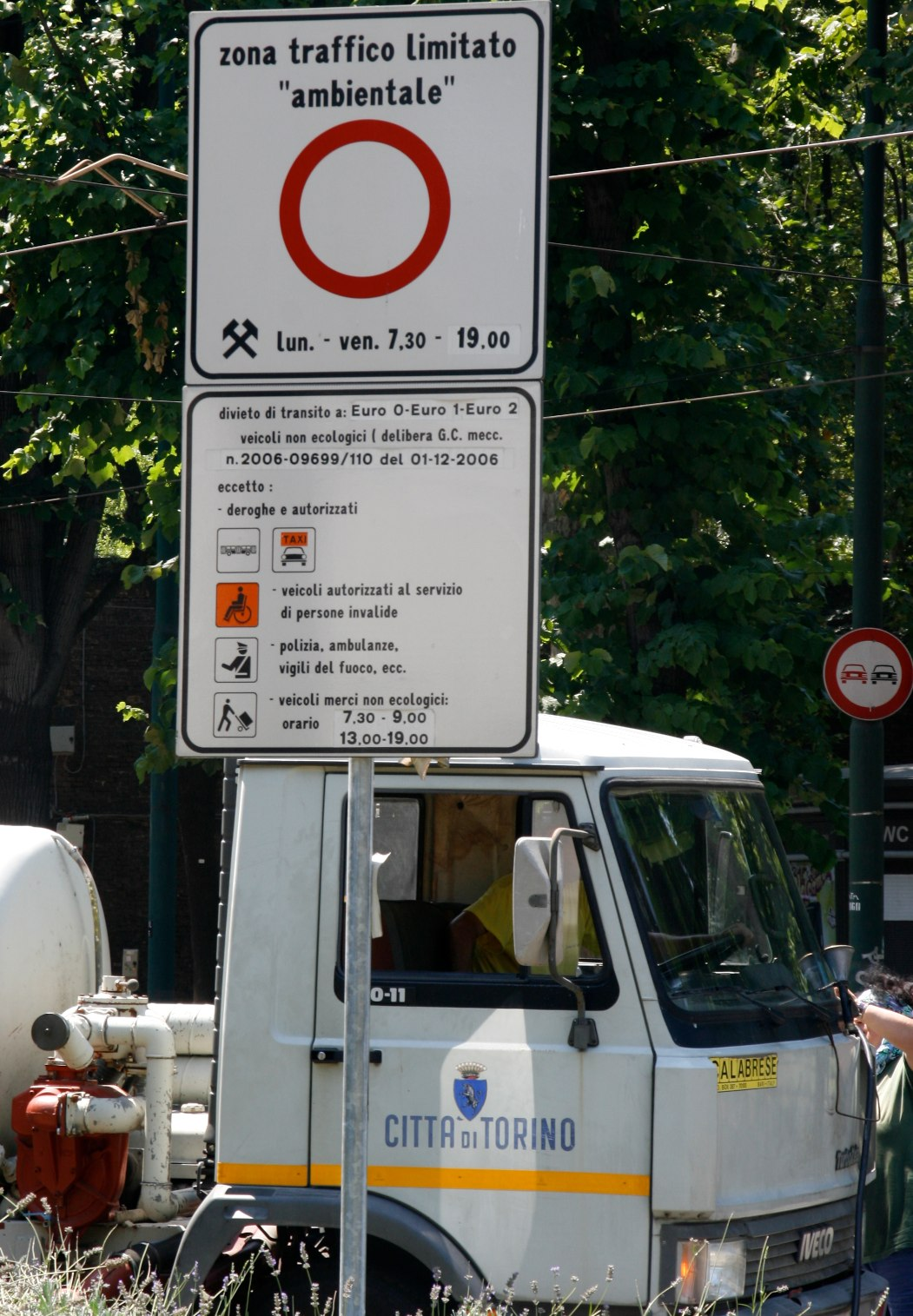
Turin
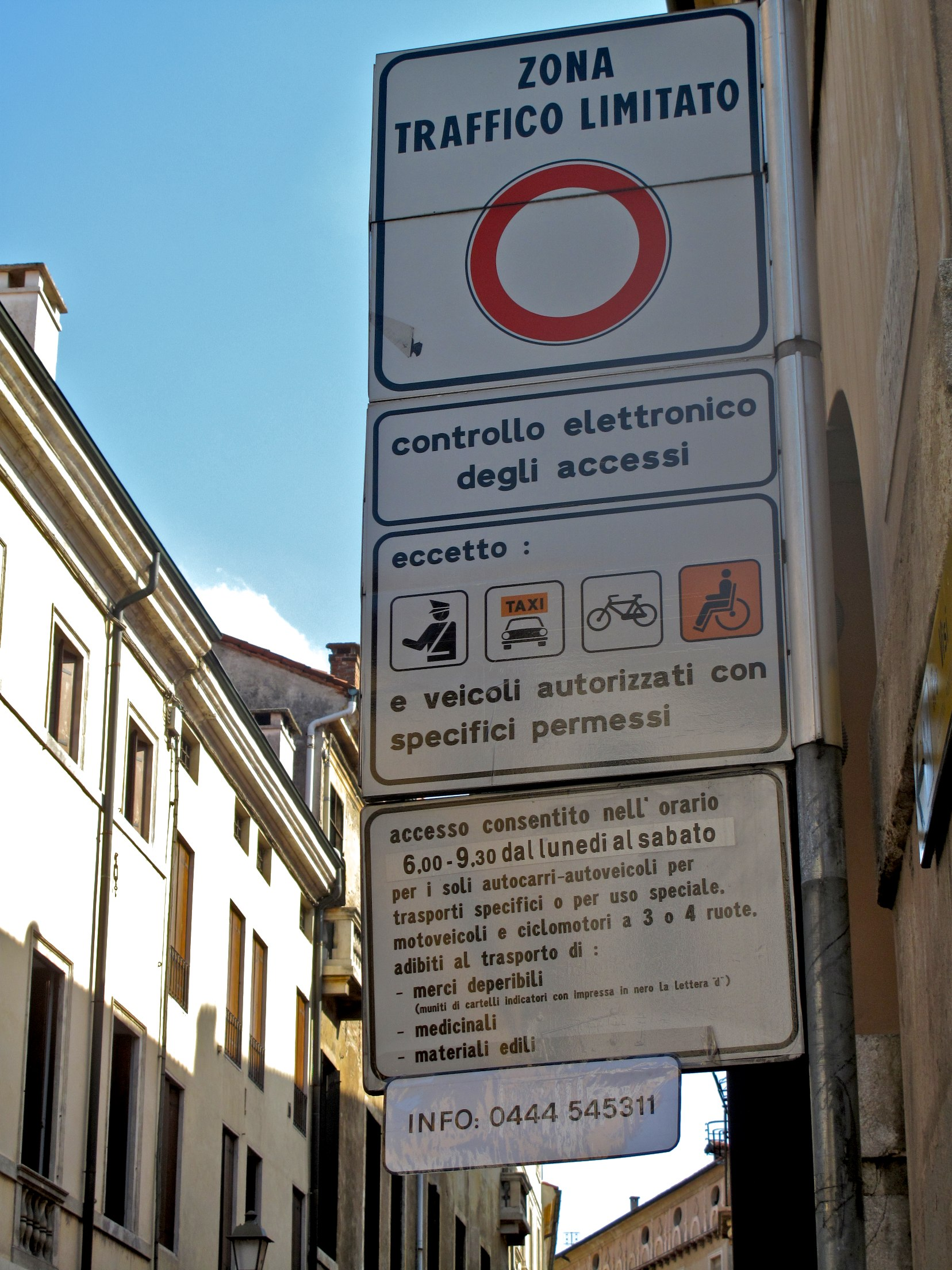
Vicenza